# Polyankylis orientalis
Polyankylis orientalis is een eenoogkreeftjessoort uit de familie van de Polyankyliidae. De wetenschappelijke naam van de soort is voor het eerst geldig gepubliceerd in 1997 door Ho & Kim I.H..